# جيم ميرفي (سياسي)
جيم ميرفي (بالإنجليزية: Jim Murphy) هو سياسي بريطاني، ولد في 23 أغسطس 1967 في غلاسكو في المملكة المتحدة. حزبياً، نشط في حزب العمال.

## مناصب
- في الانتخابات العامة في المملكة المتحدة 1997 [الإنجليزية]‏، انتخب عضو البرلمان الثاني والخمسون للمملكة المتحدة عن دائرة Eastwood (UK Parliament constituency) [الإنجليزية]‏ وقد انضم خلال فترته النيابية ‏ (1 مايو 1997 – 14 مايو 2001) للكتلة البرلمانية حزب العمال.
- في الانتخابات العامة في المملكة المتحدة 2001، انتخب عضو برلمان المملكة المتحدة الـ53 عن دائرة Eastwood (UK Parliament constituency) [الإنجليزية]‏ وقد انضم خلال فترته النيابية ‏ (7 يونيو 2001 – 11 أبريل 2005) للكتلة البرلمانية حزب العمال.
- في الانتخابات العامة في المملكة المتحدة 2005، انتخب عضو برلمان المملكة المتحدة الـ54 عن دائرة رينفروشير الشرقية وقد انضم خلال فترته النيابية ‏ (5 مايو 2005 – 12 أبريل 2010) للكتلة البرلمانية حزب العمال.
- في انتخابات المملكة المتحدة لعام 2010، انتخب عضو برلمان المملكة المتحدة الـ55 عن دائرة رينفروشير الشرقية وقد انضم خلال فترته النيابية ‏ (6 مايو 2010 – 30 مارس 2015) للكتلة البرلمانية حزب العمال.
- انتخب عضو مجلس الشورى البريطاني.
- انتخب وزير ديوان مجلس الوزراء [الإنجليزية]‏ (2 نوفمبر 2005 – 5 مايو 2006).
- انتخب وزير الدولة لشؤون أوروبا (المملكة المتحدة) (28 يونيو 2007 – 3 أكتوبر 2008).
- انتخب وزير ظل الدولة للتنمية الدولية [الإنجليزية]‏ (7 أكتوبر 2013 – 2 نوفمبر 2014).
- انتخب وزير الدولة لشؤون اسكتلندا [الإنجليزية]‏ (3 أكتوبر 2008 – 11 مايو 2010).
- انتخب وزير ظل الدولة لشؤون اسكتلندا [الإنجليزية]‏ (11 مايو 2010 – 8 أكتوبر 2010).
- انتخب وزير ظل الدولة لشؤون الدفاع [الإنجليزية]‏ (8 أكتوبر 2010 – 7 أكتوبر 2013).

## وصلات خارجية
- الموقع الرسمي